# 작은삼지창박쥐
작은삼지창박쥐(Triaenops parvus)는 잎코박쥐과에 속하는 박쥐의 일종이다. 예멘의 토착종이다. 자연 서식지는 숲과 사바나 평원역의 물가 주위이다. 2009년까지는 붉은삼지창박쥐(Triaenops persicus)의 일부로 간주했다.